# Lusotitan
Lusotitan ("titán z Lusitánie/Portugalska") byl rod obřího sauropodního dinosaura z čeledi Brachiosauridae, který žil v období svrchní jury (stupně kimeridž až tithon; asi před 151 až 145 miliony let) na území dnešního západního Portugalska (souvrství Lourinhã, resp. souvrství Alcobaça, lokalita Atalaia).

## Objev a popis
Fosilie tohoto dinosaura byly objeveny již roku 1947 geologem Manuelem de Matosem, o deset let později pak dostal název Brachiosaurus atalaiensis. Stejně jako pochybný druh "Brachiosaurus nougaredi" z Alžírska, popsaný o tři roky později, byl i tento západoevropský sauropod považován za zástupce rodu Brachiosaurus. Až v roce 2003 však portugalští paleontologové Octávio Mateus a Miguel Telles Antunes stanovili na základě podrobného výzkumu nové rodové jméno, Lusotitan. Typový a jediný známý druh je v současnosti L. atalaiensis. Druhové jméno je odvozeno od názvu lokality, na které byly fosílie tohoto sauropoda objeveny.

## Materiál
Fosilní materiál tohoto dinosaura představuje částečně dochovaná kostra bez lebky, obratle však byly objeveny na více místech. Není jisté z kolika jedinců pocházely, proto nebyl stanoven ani holotyp. Fosilie dnes nesou označení MIGM 4798, 4801-10, 4938, 4944, 4950, 4952, 4958, 4964-6, 4981-2, 4985, 8807 a 8793-5. Jedná se celkem o 28 obratlů a další fragmenty postkraniální kostry.

## Paleoekologie
Stejně jako příbuzné rody brachiosauridů byl i Lusotitan obřím čtvernohým býložravcem, spásajícím vysoko rostoucí rostlinnou potravu ve větvích stromů. Jeho přední končetiny byly typicky delší než zadní, jako u všech běžných brachiosauridů. Představoval zřejmě největšího živočicha ve svém ekosystému a v dospělosti zřejmě neměl přirozeného nepřítele. Pouze mláďata snad mohla být ohrožena obřím teropodem torvosaurem, žijícím ve stejném prostředí. Také o něco menší Allosaurus europaeus mohl představovat hrozbu pro mláďata nebo slabé jedince.

## Velikost
Lusotitan dosahoval zřejmě rozměrů srovnatelných se severoamerickým brachiosaurem nebo africkým giraffatitanem, žijícími přibližně ve stejné době. Délka lusotitána se pohybovala asi kolem 25 metrů a výška zřejmě přesahovala 12 metrů, možná však i podstatně více. Tím se tento dinosaurus řadí mezi největší dosud známé evropské dinosaury. Podle amerického badatele Gregoryho S. Paula dosahoval tento sauropod spíše délky 21 metrů a hmotnosti kolem 30 tun.

## V populární kultuře
Lusotitan se objevuje například v jednom díle trikového dokumentu Dinosaur Revolution, vysílaném na Discovery Channel v roce 2011.